# Gertrude K. Lathrop
Gertrude Katherine Lathrop (1896–1986) fue una escultora estadounidense, nacida en Albany, Nueva York.  Es conocida por su trabajo con medallones y esculturas de animales pequeños. Estudió en la Liga de estudiantes de arte de Nueva York en 1918, con Gutzon Borglum. Completó sus estudios en la Escuela de Escultura americana, también con Borglum.  
Era hija de la artista Ida Pulis Lathrop y de Cyrus Clark Lathrop. Su hermana Dorothy P. Lathrop también fue artista.
Su trabajo está incluido en las colecciones del Museo de Arte de Seattle, el Museo Smithsoniano de Arte americano, la Galería Nacional de Arte de Washington,  el Albany Institute of History & Art y el Museo Metropolitano de Arte.
Diseñó el New Rochelle 250th Anniversary half dollar.
Murió en Falls Village, Connecticut, en 1986.